# Nokia Lumia 625

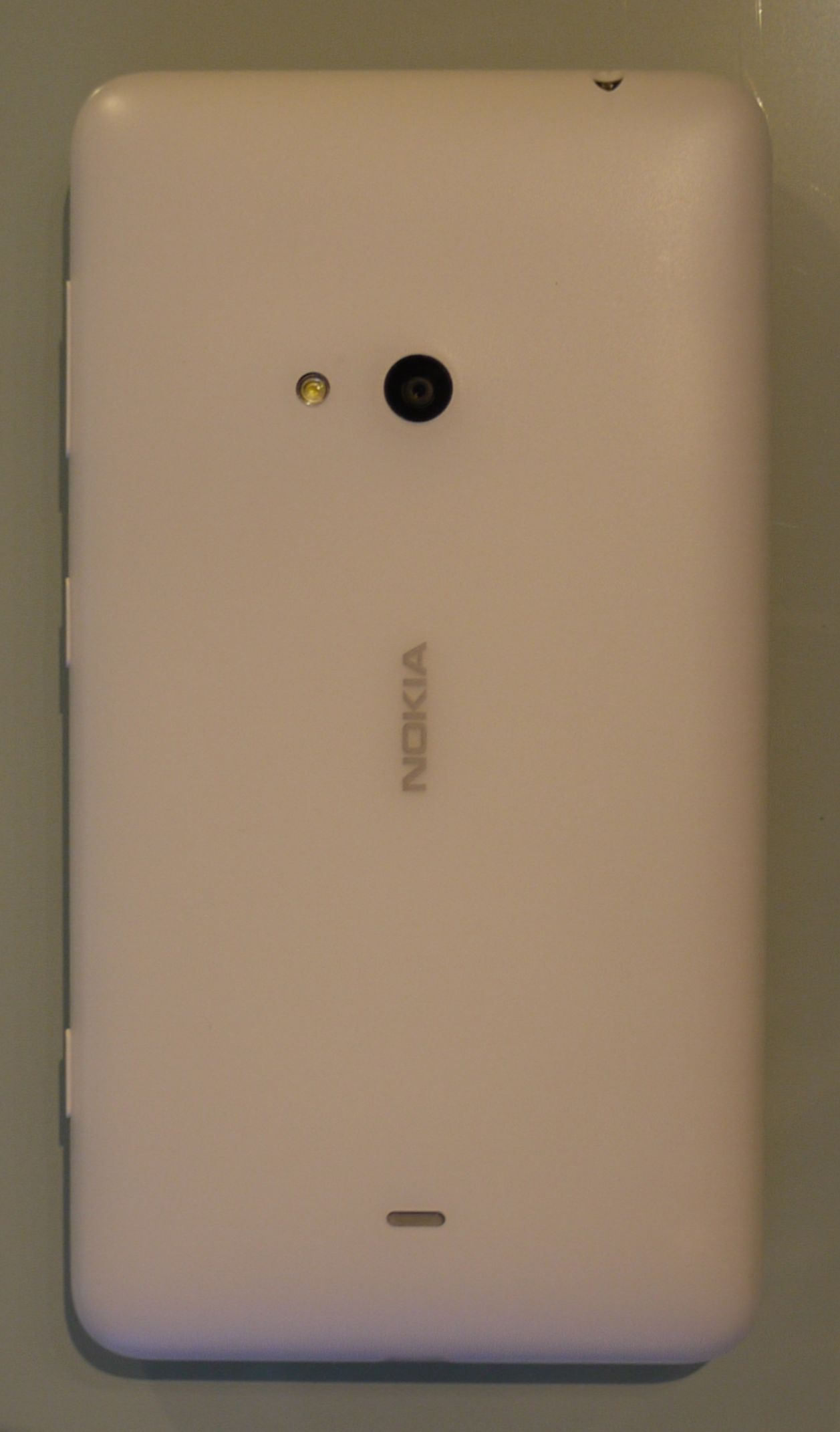
Retro di Nokia Lumia 625

Nokia Lumia 625 è uno smartphone annunciato dalla casa finlandese Nokia il 23 luglio 2013.

## Storia
Lo smartphone viene annunciato da Nokia il 23 luglio 2013 ed è disponibile sui mercati italiani a partire dalla metà di agosto dello stesso anno.

## Dettagli
A differenza del predecessore, il dispositivo monta un display più ampio, da 4,7" (contro i 3,8" del 620); l'introduzione della connettività 4G, del Bluetooth 4.0 e della videocamera Full HD, che registra video a 1080p, costituiscono le altre principali novità.
Per il resto, vengono mantenute le caratteristiche dello smartphone precedente: sistema operativo Windows Phone 8 e sensore della fotocamera principale da 5MP (con flash LED). Comparto memorie identico (512MB RAM, 8GB memoria interna, 7GB di spazio gratuito in OneDrive).
Sono inoltre presenti tutte le applicazioni di Nokia, come la suite di localizzazione e navigazione integrati HERE che permette la navigazione pedonale ed in auto anche in modalità offline, e Nokia Music per l'ascolto in streaming illimitato di playlist musicali gratuite.
La famiglia di smartphone Nokia Lumia permette di visualizzare, modificare, creare e condividere i documenti di Microsoft Office. Sono disponibili gratuitamente e già preinstallati sul Lumia 625 i programmi Word, Excel, PowerPoint. Presente inoltre il client email, i calendari condivisi con Microsoft for Exchange e OneNote per gestire gli appunti.
Grazie a Windows Phone 8 è possibile personalizzare il Nokia Lumia 625, organizzando le applicazioni da avere nella schermata iniziale grazie alle Live Tiles, con cui è possibile ricevere informazioni in tempo reale dalle applicazioni installate.
Presenti inoltre i filtri digitali per modificare le fotografie. Smart Shoot è la funzionalità che permette di fare più scatti con un solo clic e di modificare le immagini per avere la foto perfetta. La modalità Panorama permette invece di scattare foto in modalità panoramica, utile per i paesaggi.
Il display del Lumia 625 è di tipo super sensibile ed è utilizzabile anche con i guanti.

## Caratteristiche e applicazioni
- Super Sensitive Touch per utilizzare lo smartphone Nokia Lumia 625 anche con guanti e con unghie.
- Schermo di tipo Gorilla Glass 2, curvo e antigraffio.
- Alta leggibilità alla luce diretta del sole.
- Fotocamera posteriore di 5 megapixel con autofocus e lenti digitali Nokia per donare effetti particolari alle foto.
- Ampio display da 4,7 pollici.

Molte sono inoltre le applicazioni sviluppate da Nokia:
- HERE Maps sviluppata da Nokia che permette l'utilizzo delle mappe anche in modalità offline.
- Foto Effetto Cinema che aggiunge movimenti alle immagini statiche.
- Nokia Musica con Mix Radio che permette di ascoltare e scaricare gratuitamente oltre 150 mix playlist già disponibili oppure di crearne di personalizzate.
- Smart Shoot, che consente di creare la foto di gruppo perfetta, catturando immagini multiple e selezionando le migliori espressioni del viso.
- Nokia Place Tag per far diventare le proprie immagini delle cartoline elettroniche con informazioni quali meteo, luogo, etc.
- PhotoBeamer con cui è possibile far diventare il proprio Lumia un proiettore portatile.[3]
- Creazione Suoneria per personalizzare la suoneria del proprio smartphone.[2]